# GNU 라디오
GNU 라디오(GNU Radio)는 소프트웨어에 기반한 무선 통신 시스템을 연구하고, 만들고, 제작하기 위한 툴킷이다. 1998년에 시작되었고 지금은 GNU의 정규 프로젝트이다. 존 길모어가 $32,000의 자금을 조성해서 에릭 블로섬에게 코드 작성과 프로젝스 관리 책임을 일임했다.
GNU Radio는 GPL 하에 배포되는 신호 처리 패키지이다. 목표는 일반적인 소프트웨어 종사자들에게 전자기 스펙트럼을 '해킹'할 수 있도록 하여 무선 스펙트럼을 이해하고 그것을 쉽사리 사용할 수 있게 해 주는 것이다.
다른 모든 소프트웨어 기반 무선 시스템과 같이 재구성 가능성이 핵심 기능이다. 여러개의 값비싼 라디오를 구입하는 것이 아니라 하나의 범용 무선장치만을 구입하여 강력한 신호처리 소프트웨어 (이 경우에는 GNU Radio 이다)로 처리하는 발상이다. 현재는 적은 수의 무선 신호의 형태만을 지원하지만 무선 송신 규칙만 이해한다면 GNU Radio를 이용해 수신 가능하도록 구성할 수 있다.
GNU Radio는 MIT의 Pspectra 프로젝트에서 개발된 코드로부터 파생되었다. Pspectra SDR 설계는 파이썬 언어의 강력한 모듈식 파이프라인과 수월한 프로그래밍 기법을 이용하도록 만들어졌다. 2004년에 GNU Radio는 완전히 "재작성"되었지만 상당한 부분의 원래 Pspectra 코드와 구조는 그대로 남아 있다. 상용 Vanu 소프트웨어 라디오가 Pspectra 의 코드에 기반하고 있다.
GNU Radio 프로젝트에서 USRP(Universal Software Radio Peripheral)이 개발되었다. 이것은 저렴한 4채널 20 MSP DAQ이다. 몇 개의 라디오 모듈을 이용할 수 있다. USRP는 매트 에투스가 개발하였다.

## 같이 보기
- 소프트웨어 정의 라디오